# Hrastje (gmina Kranj)
Hrastje – wieś w Słowenii, w gminie miejskiej Kranj. W 2018 roku liczyła 1010 mieszkańców. 